# Тоґоіанткарі
Тоґоіанткарі (груз. თოგოიანი; თოგოიანთკარი) — село в Грузії.
За даними перепису населення 2014 року в селі проживає 75 осіб.